# S/2007 S3
S/2007 S3 is een  retrograad bewegend maantje van Saturnus. De ontdekking werd aangekondigd door Scott S. Sheppard, David Jewitt, Jan Kleyna en Brian Marsden op 1 mei 2007 uit waarnemingen die zijn gedaan tussen 18 januari en 19 april 2007... De maan beweegt op ruime afstand van Saturnus en heeft ruim 2 jaar en 8 maanden nodig om een omwenteling om die planeet te maken.
Deze maan is niet meer gezien sinds de ontdekking in 2007 en werd anno 2012 als verloren beschouwd.